# قبار شجري
قبار شجري (الاسم العلمي:Capparis arborea) هو نوع من النباتات يتبع جنس القبار من الفصيلة القبارية.